# Cleome amblyocarpa
Cleome amblyocarpa är en paradisblomsterväxtart som beskrevs av Barr. och Murb.. Cleome amblyocarpa ingår i släktet paradisblomstersläktet, och familjen paradisblomsterväxter. Utöver nominatformen finns också underarten C. a. glandulosa.